# アニリングス

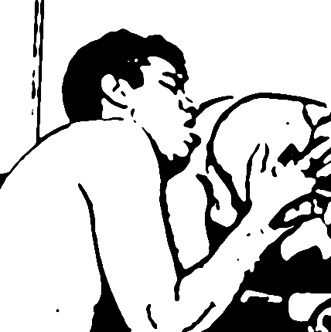
アニリングス

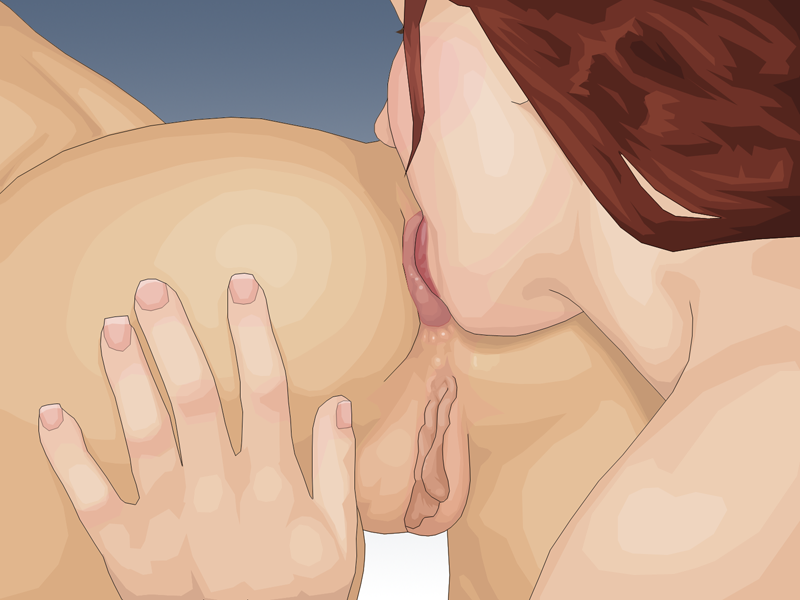
別の女性にアニリングスを行う女性。

アニリングスはオーラルセックスの一種で、肛門に口をつけ舌や唇、歯などで肛門から性的刺激を与える行為である。

## 概説
肛門に口をつける行為。語源はラテン語のanilingusである。英語の発音をカタカナ表記すると「エイナリンガス」に近い。実際には rimming・rimjob（あるいはlicking）などと呼ばれることが多い。日本では「アナル舐め」と呼ばれる。
男性側が好んでする。もしくは女性側にしてもらうことが多いようだが、女性側はそれを好むことは少ない。

## アニリングス行為の危険性
多種多様な微生物が腸の中で生きていて、これらの微生物は腸内細菌と呼ばれる。ヒトの腸内には100種以上（一説には500種類とも言う）、約100兆個の腸内細菌が存在していると言われる。腸内細菌は、便の出口である肛門にも多く存在し、トイレットペーパーでふき取ったり入浴した際に肛門周囲を洗った程度では肛門周囲に付着している微生物を完全に取り除くことはできない。また、体内外にある細菌を死滅させることは理論上は可能だが、健康面を考えれば細菌を死滅させるような薬品（つまり広義には毒物である）を健康な状態で服用したり塗る事は逆に体に悪影響を与える可能性もあり、逆効果と言える。
アニリングスを行なうと、病原性大腸菌O-157・その他大腸菌・ウェルシュ菌・黄色ブドウ球菌などの腸内細菌、肝炎ウイルス（A型、B型、C型など）が口の中に入り、性感染症のほかさまざまな病気になる危険がある。腸内細菌が口の中に入ると、口腔や咽頭からそのまま体の他の部分に細菌が移動し、体のいたるところへ蔓延し体調を崩す危険性が考えられる。またアニリングスをされる側が下痢を患っている場合、肛門筋の刺激により大便や回虫などの寄生虫が相手の口の中に飛び出すことがある。特に毒性の強い寄生虫が口の中に入り感染すると、重い病気になったり死亡する可能性もある。
アニリングスは、アニリングスをした側だけでなく、アニリングスをされた側にも悪影響が及ぶ。アニリングスをした側とアニリングスをされた側でキス等の粘膜接触を行えば、アニリングスをした側が持つ各種細菌・ウイルスがアニリングスをされた側に移動することになる。また、アニリングスにより相手の肛門に口を付けた後に相手の性器に口を付けると、肛門の微生物を性器に付着させることになり、性器から微生物が体内に入り感染する可能性があることから、アニリングスはする側、される側共に非常に危険な行為といえる。